# Leptochilichthys pinguis
Leptochilichthys pinguis is een straalvinnige vissensoort uit de familie van glaskopvissen (Leptochilichthyidae). De wetenschappelijke naam van de soort is voor het eerst geldig gepubliceerd in 1886 door Vaillant.